# Atemptats de Noruega de 2011
Els atemptats de Noruega de 2011 van ser uns atacs realitzats per Anders Behring Breivik
contra el govern, la població civil i el campus d'estiu de la Lliga de Joves Treballadors a Noruega el 22 de juliol de 2011. Aquests atacs van provocar la mort de 77 persones.

## Seqüència dels fets
El primer atac va ser l'explosió d'un cotxe bomba a Oslo, prop del Regjeringskvartalet, seu del govern noruec, a les 15:25:22 (CEST). La bomba era una barreja de fertilitzant i gasolina col·locada a la part posterior d'una furgoneta. El vehicle havia estat aparcat davant del bloc d'oficines on es trobava l'oficina del Primer Ministre Jens Stoltenberg, així com d'altres edificis governamentals. L'explosió va matar 8 persones i en va ferir 209, 12 de les quals molt greument.
El segon atac va succeir menys de dues hores després a un campament d'estiu situat a l'illa d'Utøya, a Tyrifjorden (Buskerud). El camp havia estat organitzat per l'AUF, divisió juvenil del Partit Laborista (AP), al poder en aquell moment. Breivik, disfressat com un policia local i mostrant una identificació falsa, va agafar un transbordador cap a l'illa i va obrir foc contra els participants, matant-ne 68 allà mateix, i ferint-ne, com a mínim, 110, 55 dels quals molt greument; la 69a víctima va morir dos dies després de la massacre. Entre els morts hi havia amics personals del Primer Ministre Jens Stoltenberg, així com el cunyat de la princesa Mette-Marit.
Aquest fou l'atac més mortal de la història de Noruega des de la Segona Guerra Mundial, i una enquesta publicada mostrà que un de cada quatre noruecs coneixia «algú afectat pels atacs». La Unió Europea, l'OTAN i molts altres països de tot el món van expressar el seu suport a Noruega i van condemnar els atacs. El 13 d'agost de 2012, el primer ministre noruec va rebre l'Informe Gjørv, que concloïa que la policia noruega hauria pogut preveure la bomba d'Oslo i detenir el tirador d'Utøya amb més celeritat, afegint que s'haurien hagut d'implementar més mesures de seguretat i d'emergència per a prevenir atacs futurs després dels fets del 22 de juliol.
La policia noruega va arrestar Anders Behring Breivik a Utøya, un home noruec de 32 anys i d'ideologia d'extrema dreta, i el va acusar dels dos atacs.

## Organització dels atemptats
Breivik assegura que va començar a planejar els atemptats terroristes el 2002, amb 23 anys. Durant anys, va participar en diversos debats en fòrums d'Internet, on parlava en contra de l'islam i de la immigració. Els atacs de 2011 els va començar a preparar, com a mínim, a principis del 2009, tot i que no havia manifestat les seves intencions violentes.

### Intent fallit de comprar armes a Praga
Breivik va passar sis dies a Praga a finals d'agost i principis de setembre de 2010. Va escollir la República Txeca perquè aquell país tenia una de les normatives més laxes amb relació a la venda d'armes i drogues d'Europa. Després d'investigar a Internet, Breivik va declarar que «Praga és coneguda per ser un dels punts de trànsit més important d'Europa pel que fa a la compravenda il·lícita d'armes i drogues». Encara que Praga té un dels índexs més baixos de criminalitat de les capitals europees, Breivik va mostrar reserves pel que fa a la seva seguretat personal, escrivint (abans de viatjar-hi) que creia que Praga era un indret perillós amb «molts criminals brutals i cínics».
Va buidar els seients posteriors del seu Hyundai Atos per disposar de prou espai per les armes de foc que pretenia adquirir a la ciutat txeca. Després de dos dies, va fer-se amb un prospecte d'una empresa dedicada a l'extracció de minerals, el qual li havia de servir com a coartada, en cas que algú sospités que estava preparant un atemptat terrorista. El seu objectiu era comprar un rifle tipus AK-47 (aquesta arma, però, no és massa habitual al país centreeuropeu, a diferència del Vz. 58), una pistola Glock, granades de mà i una granada propulsada per coet, afegint que l'adquisició d'aquestes dues darreres seria un «bonus».
Breivik disposava de diverses plaques policials falses, que podia utilitzar juntament amb un uniforme de policia que havia aconseguit il·legalment a internet, i que posteriorment també utilitzaria durant l'atac. Tot i les seves expectatives, va ser incapaç d'aconseguir cap arma a la República Txeca, explicant que va ser el seu «més gran pas enrere en la seva operació». Al final, va concloure que Praga estava «lluny de ser una ciutat ideal per a les armes», no res comparat amb «el què la BBC ha publicat», i que es va sentir «més segur a Praga que a Oslo».

## Tiroteig d'Utøya
Aproximadament dues hores després de l'explosió d'Oslo, Anders Behring Breivik era a 40 quilòmetres al nord-oest d'Oslo, al llac Tyrifjorden, des d'on es dirigí cap a l'illa d'Utøya on se celebrava el campament juvenil d'estiu del Partit Laborista Noruec. Un cop allà, obrí foc indiscriminadament contra els assistents abans que finalment pogués ser apressat.

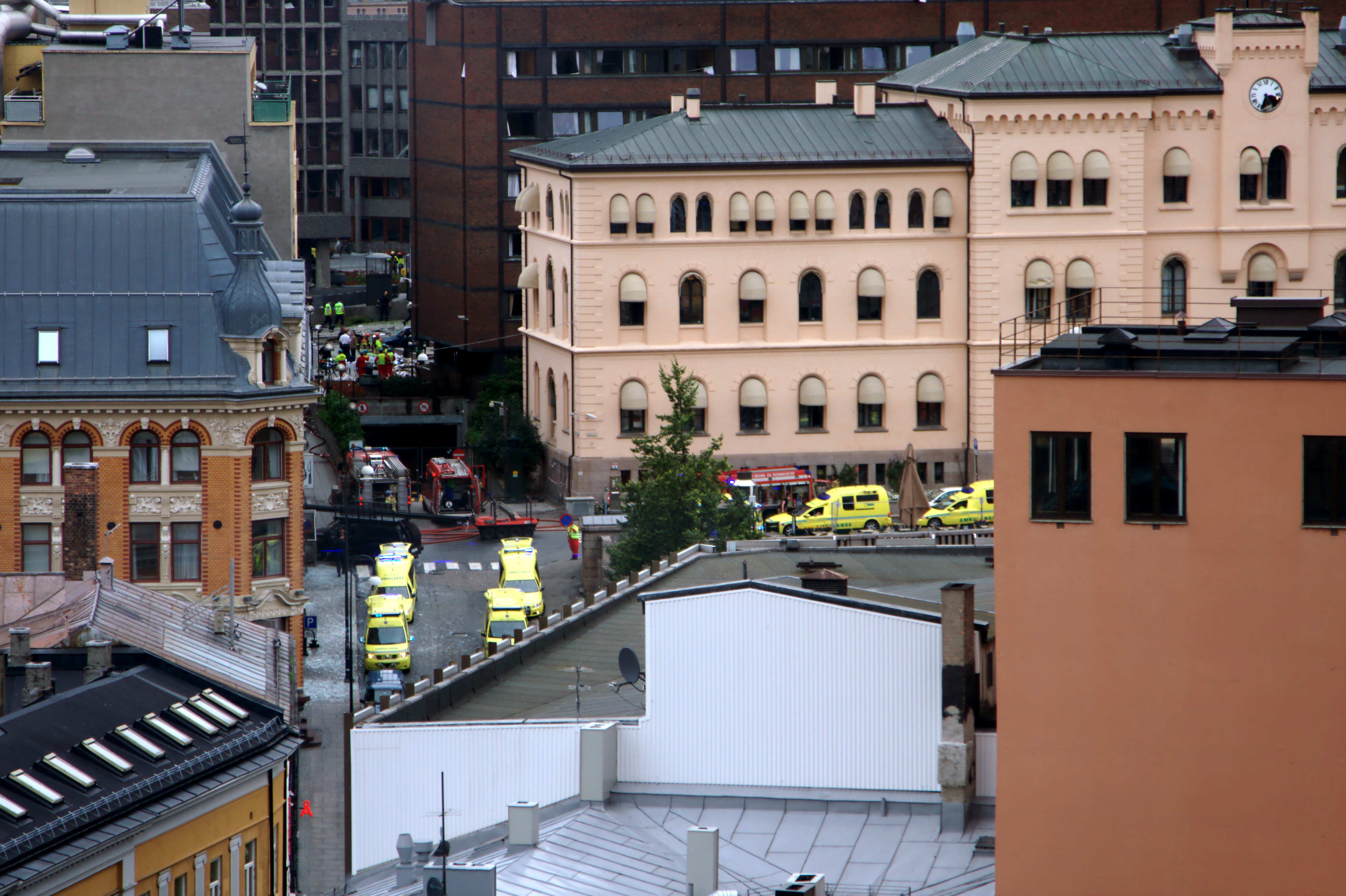
Serveis d'emergència responent a l'explosió

Breivik s'havia disfressat d'oficial de policia i havia demanat als assistents que es reunissin al seu torn abans de disparar-los indiscriminadament, assassinant i ferint-ne a molts. Primer disparà a la gent de l'illa i més tard disparà als assistents que fugien per l'aigua. Un portaveu de la Direcció Nacional de Policia,, declarà que la majoria de víctimes mortals eren joves de 15 i 16 anys; segons NRK, els testimonis explicaren que l'home els havia fet senyals abans de disparar-los. Alguns supervivents de l'illa explicaren que s'havien amagat als banys o al sotabosc, comunicant-se per missatge de text per evitar alertar de les seves posicions al pistoler.
A les 03:50 (CEST) del 23 de juliol, l'NRK i la TV2, les dues principals cadenes noruegues, emeteren una roda de premsa en directe des del centre de policia d'Oslo on el comissionat nacional de policia Øystein Mæland oficialitzà que el nombre de víctimes mortals a Utøya que s'elevava a «almenys 80» i a l'espera que aquesta xifra augmentés.
El primer ministre Jens Stoltenberg tenia programat la visita al camp juvenil 23 de juliol.

## Judici
El judici contra Breivik es va realitzar entre el 16 d'abril i el 22 de juny de 2012, en el qual Breivik va admetre haver realitzat ambdues accions, tot i que va negar declarar-se culpable, argüint que havia actuat per necessitat (jus necessitatis). El 24 d'agost de 2012 Breivik va ser condemnat i sentenciat a 21 anys de presó, a l'expiració dels quals la sentència pot ser estesa indefinidament, augmentant cinc anys cada vegada, i tant temps com el presoner sigui considerat un perill per la societat.

## En la cultura popular
- L'any 2018 es va estrenar la pel·lícula estatunidenca 22 July, del director Paul Greengrass, sobre la massacre d'Utøya, el dolor de les famílies de les víctimes, i la relació de Breivik amb el seu advocat.[50]
- L'any 2018 també es va estrenar la pel·lícula noruega Utøya, 22 de Juliol, del director Erik Poppe, sobre la massacre d'Utøya narrat en un fals directe, des de tercera persona i en únic pla seqüència.[51]
- 22 de juliol (títol original en noruec: 22. juli) és una minisèrie de televisió de sis episodis creada per Sara Johnsen i dirigida per Pal Sletaune, produïda per la televisió pública Noruega (NRK), un retrat crític sobre les possibles causes i conseqüències de la matança a la societat noruega.[52] La sèrie va ser emesa per TV3 a partir del 19 de juliol de 2021.[53]